# Piraí do Sul
Piraí do Sul este un oraș în Paraná (PR), Brazilia.
1. ↑   https://cidades.ibge.gov.br/brasil/pr/pirai-do-sul/panorama Lipsește sau este vid: |title= (ajutor)
2. ↑   http://www.ipardes.gov.br/cadernos/MontaCadPdf1.php?Municipio=84240&btOk=ok Lipsește sau este vid: |title= (ajutor)